# بون ایور
بون ایوِر (انگلیسی: Bon Iver) یک گروه موسیقی ایندی فولک آمریکایی است که سال ۲۰۰۷ توسط جاستین ورنن بنیان گذاشته شد. ورنن نام گروه را از روی اصطلاح فرانسویِ bon hiver به‌معنی «زمستان بخیر» (یا «زمستانتان خوش») انتخاب کرد که در سریال تلویزیونی نورثرن اکسپوژر استفاده شده بود.
بون ایور سال ۲۰۱۲ به‌خاطر آلبومِ «بون ایور، بون ایور» برندهٔ جوایز گرمی بهترین هنرمند جدید و بهترین آلبوم موسیقی آلترناتیو شد.
از معروفترین اهنگ های این گروه می توان از ترانه Honocle نام برد که در پایان بندی فیلم Judje استفاده شده است.